# St. Gandolf, Glanegg
St. Gandolf je naselje v Občini Glanegg v Okraju Trg na Koroškem v Avstriji.